# Rio Verde (vattendrag i Brasilien, Mato Grosso, lat -13,55, long -58,02)
Rio Verde är ett vattendrag i Brasilien.   Det ligger i delstaten Mato Grosso, i den centrala delen av landet, 1 100 km väster om huvudstaden Brasília.
Omgivningen kring Rio Verde består till största delen av jordbruksmark. Området är mycket glesbefolkat, med 2 invånare per kvadratkilometer.